# Apple M2
Apple M2 series là một hệ thống trên một vi mạch (SoC) dựa trên ARM được Apple Inc. thiết kế làm bộ xử lý trung tâm (CPU) và bộ xử lý đồ họa (GPU) cho máy tính để bàn, máy tính xách tay Mac và máy tính bảng iPad Pro của hãng. Đây là thế hệ thứ hai sử dụng cấu trúc ARM dành cho máy tính Mac của Apple sau khi chuyển từ Intel Core sang Apple silicon và là dòng chip kế nhiệm Apple M1. Apple đã công bố dòng chip M2 vào ngày 6 tháng 6 năm 2022, tại WWDC, cùng với các mẫu MacBook Air và MacBook Pro 13 inch sử dụng M2. Dòng M2 được sản xuất bằng quy trình N5P "Công nghệ 5 nanomet nâng cao" của TSMC và chứa 20 tỷ bóng bán dẫn, tăng 25% so với M1. Apple tuyên bố cải tiến CPU của mình tăng 18% và cải tiến GPU lên tới 35% so với M1.
Kế tiếp M2 là các chip M2 Pro và M2 Max, dòng chip tập trung vào người dùng cùng với các tác vụ chuyên nghiệp và được ra mắt vào tháng 1 năm 2023. M2 Max là phiên bản mạnh mẽ hơn của M2 Pro, với nhiều lõi GPU và băng thông bộ nhớ hơn cũng như kích thước khuôn chip lớn hơn. Apple đã giới thiệu M2 Ultra vào tháng 6 năm 2023, là sự kết hợp hai chip M2 Max vào làm một con chip duy nhất.

## Thiết kế

### Bộ nhớ
M2 sử dụng LPDDR5 SDRAM 6.400 MT/s trong cấu hình bộ nhớ hợp nhất được chia sẻ bởi tất cả các thành phần của bộ xử lý. Các chip SoC và RAM được gắn với nhau theo thiết kế System-in-a-Package. Có sẵn các cấu hình 8 GB, 16 GB và 24 GB. M2 có bus bộ nhớ 128 bit với băng thông 100 GB/s và M2 Pro, M2 Max và M2 Ultra có tốc độ lần lượt khoảng 200 GB/s, 400 GB/s và 800 GB/s.

## Sản phẩm sử dụng dòng Apple M2

### M2
- MacBook Air (13-inch, M2, 2022)
- MacBook Air (15-inch, M2, 2023)
- MacBook Pro (13-inch, M2, 2022)
- iPad Pro (11-inch, thế hệ thứ 4) (2022)
- iPad Pro (12.9-inch, thế hệ thứ 6) (2022)
- Mac Mini (2023)
- Vision Pro (2024)[2]

### M2 Pro
- MacBook Pro (14-inch và 16-inch, 2023)
- Mac Mini (2023)

### M2 Max
- MacBook Pro (14-inch và 16-inch, 2023)
- Mac Studio (2023)[6]

### M2 Ultra
- Mac Studio (2023)[6]
- Mac Pro (2023)[6]

## Các biến thể
Bảng bên dưới hiển thị các biến thể SoC khác nhau dựa trên vi kiến trúc "Avalanche" và "Blizzard".
| Biến thể   | Nhân CPU (P+E)* | Nhân GPU | GPU EU | Graphics ALU | Nhân Neural Engine | Bộ nhớ (GB) | Băng thông bộ nhớ (GB/s) | Số lượng bóng bán dẫn |
| ---------- | --------------- | -------- | ------ | ------------ | ------------------ | ----------- | ------------------------ | --------------------- |
| A15 Bionic | 5 (2+3)         | 5        | 80     | 640          | 16                 | 4           | 34.1                     | 15 tỉ                 |
| A15 Bionic | 6 (2+4)         | 4        | 64     | 512          | 16                 | 4           | 34.1                     | 15 tỉ                 |
| A15 Bionic | 6 (2+4)         | 5        | 80     | 640          | 16                 | 4-6         | 34.1                     | 15 tỉ                 |
| M2         | 8 (4+4)         | 8        | 128    | 1024         | 16                 | 8–24        | 102.4                    | 20 tỉ                 |
| M2         | 8 (4+4)         | 10       | 160    | 1280         | 16                 | 8–24        | 102.4                    | 20 tỉ                 |
| M2 Pro     | 10 (6+4)        | 16       | 256    | 2048         | 16                 | 16–32       | 204.8                    | 40 tỉ                 |
| M2 Pro     | 12 (8+4)        | 16       | 256    | 2048         | 16                 | 16–32       | 204.8                    | 40 tỉ                 |
| M2 Pro     | 19              | 304      | 2432   |              | 16                 | 16–32       | 204.8                    | 40 tỉ                 |
| M2 Max     | 12 (8+4)        | 30       | 480    | 3840         | 16                 | 32–96       | 409.6                    | 67 tỉ                 |
| M2 Max     | 12 (8+4)        | 38       | 608    | 4864         | 16                 | 32–96       | 409.6                    | 67 tỉ                 |
| M2 Ultra   | 24 (16+8)       | 60       | 960    | 7680         | 32                 | 64–192      | 819.2                    | 134 tỉ                |
| M2 Ultra   | 24 (16+8)       | 76       | 1216   | 9728         | 32                 | 64–192      | 819.2                    | 134 tỉ                |

* (Hiệu năng + Hiệu suất nguồn điện)